# Amandine Beyer

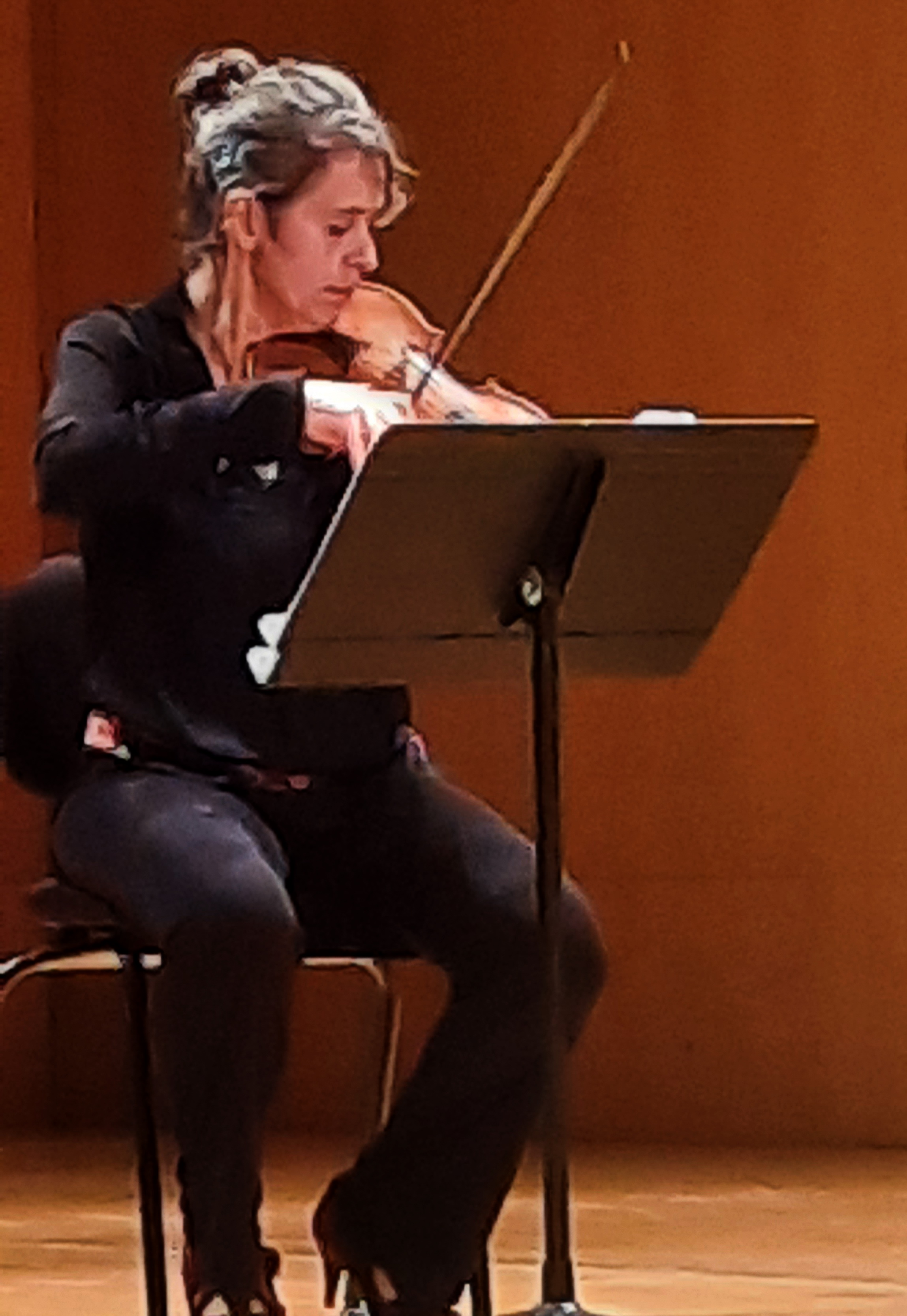
Amandine Beyer

Amandine Beyer (* 1974 in Aix-en-Provence) ist eine französische Violinistin, die hauptsächlich im Bereich der historischen Aufführungspraxis aktiv ist.

## Leben
Amandine Beyer begann im Alter von vier Jahren mit dem Erlernen der Blockflöte und der Violine am Konservatorium ihrer Heimatstadt. 1990 wechselte sie ans Pariser Konservatorium, wo sie 1994 ihre Studien mit großem Erfolg abschloss. 1995 kam sie zu Chiara Banchini an die Schola Cantorum Basiliensis und nahm dort das Studium der Barockvioline auf. Hier erhielt sie 1999 ihr Solistendiplom. In ihrer Basler Zeit studierte sie Musikwissenschaften und legte eine Diplomarbeit über Karlheinz Stockhausen vor.
Seit 1997 spielte Amandine Beyer regelmäßig in Chiara Banchinis „Ensemble 415“, später in den verschiedenen Formationen von Jordi Savall und als Konzertmeisterin in „Le Concert Français“ unter Pierre Hantaï, „La Fénice“ unter Jean Tubéry, oder sie tritt als Solistin mit dem „Ensemble Café Zimmermann“ unter Pablo Valetti auf. Sie spielt gelegentlich mit Giuliano Carmignola die Konzerte für zwei Violinen von Vivaldi.
Sie ist Mitbegründerin verschiedener Kammerensembles wie den „Les Cornets Noirs“ oder der „L’Assemblée des honestes curieux“, mit denen sie 1998 den Premio Bonporti in Rovereto errang. 2001 gewann sie den Antonio-Vivaldi-Wettbewerb für Barockvioline in Turin. 2006 trat sie zum ersten Mal mit ihrem eigenen Kammerorchester „Gli Incogniti“ in Erscheinung und erhielt beste Kritiken und Schallplattenpreise für ihre Vivaldi- und Bach-Einspielungen, bspw. die Auszeichnung Diapason D’Or.
Seit 2000 ist sie Gast bei Barockmusik-Festspielen in ganz Europa zu hören, sowohl als Solistin als auch als Kammermusikpartnerin verschiedener anderer Solisten und Ensembles.
Amandine Beyer ist Professorin für Barockvioline an der Escola Superior de Música e das Artes do Espectaculo in Porto und unterrichtet bei verschiedenen Meisterkursen. Seit September 2010 leitet sie, gemeinsam mit Leila Schayegh, die Klasse für Barockvioline an der Schola Cantorum Basiliensis.

## Diskografie (Auswahl)
- Als Solistin in mehreren Aufnahmen des Ensemble „Café Zimmermann“. Label Alpha
- 2004: Händel: Sonatas in several parts. Mit „Les Honestes Curieux“. Label Zig-Zag.
- 2004: O Dilectissime Jesu. Werke von Giovanni Legrenzi. Mit „Les Cornets Noirs“ und Monika Mauch, Sopran. Label ORF.
- 2005: C. Ph. E. Bach: Sonaten für Violine und Clavier. Mit Edna Stern. Label Zig-Zag.
- 2005: Chaconne. Werke von Bach, Brahms, Busoni und Rudolf Lutz. Mit Edna Stern. Label Zig-Zag.
- 2006: Jean-Féry Rebel: Sonates pour violon et basse continue. Mit „Les Honestes Curieux“. Label Zig-Zag.
- 2007: J. S. Bach,  Unbekannte Konzerte und Rekonstruktionen „Gli Incogniti“. Label Zig-Zag.
- 2008: Vivaldi: Violinkonzerte und Concertos opus 8, (Vier Jahreszeiten). Mit „Gli Incogniti“. Label Zig-Zag.
- 2009: Werke von Nicola Matteis. Mit „Gli Incogniti“. Label Zig-Zag.
- 2010: Beatus vir. Werke von Johann Rosenmüller. Mit Raquel Andueza (Sopran), Wolf Matthias Friedrich (Bass) und „Gli Incogniti“. Label Zig-Zag.
- 2012: Nuova stagione. Antonio Vivaldi: Concerti. Mit „Gli Ingogniti“. Label Zig-Zag.
- 2013: Arcangelo Corelli - The Complete Concerti Grossi. Gli Incogniti. Zig-Zag Territoires
- 2014: Les Apotheoses de Lully et de Corelli François Couperin. Mit Gli Incogniti. Label HMF
- 2015: Es ist das Heil uns kommen her. Kantate BWV 9. Julia Doyle (Sopran), Alex Potter (Altus), Charles Daniels (Tenor), Peter Harvey (Bass). Chor und Orchester der J. S. Bach-Stiftung, Rudolf Lutz (Leitung). Samt Einführungsworkshop sowie musikalische Reflexion von Amandine Beyer. DVD. Gallus Media, 2015.[3]
- 2016: Johann Pachelbel: Das Gewitter im Aprilen, 6 Parthien aus Die Musikalische Ergötzung und Strophenlieder. Mit Gli Incogniti und Hans Jörg Mammel (Tenor). (Harmonia Mundi)
- 2016: Antonio Bertali, Johann Heinrich Schmelzer, Heinrich Ignaz Franz Biber: Kirchensonaten. Georg Muffat: Missa in labore requies. Miriam Feuersinger, Stephanie Petitlaurent (Sopran), Alex Potter, William Purefoy (Altus), Hans Jörg Mammel, Manuel Warwitz (Tenor), Markus Flaig, Lisandro Abadie (Bass), Cappella Murensis mit Amandine Beyer und Cosimo Stawiarski (Violinen), Trompetenconsort Innsbruck, Les Cornets Noirs, Johannes Strobl (Leitung). Aufgenommen in der Klosterkirche Muri. CD. Audite.[4]
- 2017: BWV ... or not? Mit Gli Incogniti. Harmonia Mundi.
- 2017: Joseph Haydn Concerti per Esterhazy  Mit Gli Incogniti und Marco Ceccato Solo Cello. Harmonia Mundi.
- 2020: Tis too late be wise Werke von Haydn, Purcell, Locke, Blow, mit dem Kitgut Quartett. Harmonia Mundi.
- 2022: Heinrich Ignaz Biber Rosenkranz-(Mysterien-)Sonaten 1–16 Mit Gli Incogniti. Harmonia Mundi.